# Kievskaja (metrostation Moskou, Arbatsko-Pokrovskaja-lijn)
Kievskaja is een metrostation aan de Arbatsko-Pokrovskaja-lijn in de Russische hoofdstad Moskou. 
Het station aan de Arbatsko-Pokrovskaja-lijn werd gebouwd als vervanger van het vlak onder het straatoppervlak eerste metrostation bij Kievskaja. Op 5 april 1953 werd het station geopend als onderdeel van de diep gelegen lijn tussen het Kremlin en station Kievskaja. Het station werd in dezelfde periode als de ringlijn gebouwd en is dan ook uitgevoerd in de Stalinistische barokstijl van die tijd. Het station is nu het middelste niveau van het metrocomplex bij Kievskaja. Het bovenste station is in 1958 weer in gebruikgenomen. Het diepste station werd in 1954 als onderdeel van de ringlijn geopend.